# Roix ha-Xanà
El Roix ha-Xanà (en hebreu: ראש השנה) és el cap d'any del calendari hebreu, se celebra el primer, i el segon dia del mes hebreu de tixrí (mesos de setembre i octubre del calendari gregorià).

## Creació del Món
Aquest mes s'ha considerat el mes en el qual Déu va crear el món i és a partir d'aquesta celebració que es compten els anys. En aquesta festivitat es commemora la creació del món (i d'Adam també) tal com està narrada a la Bíblia.
Durant la pregària del matí es toca un instrument (el xofar), el qual crida els jueus a la introspecció i meditació, que acaba amb el dia del Yom Kippur. També és conegut com el Dia del Judici o Dia del Record, perquè segons la tradició, en aquest dia Elohim jutja els homes. És la festa de cap d'any i es predestinen tots els fets que succeiran durant la resta de l'any.

## Costums del dia
És comú felicitar-se l'any entre els jueus, tal com es fa en el cristianisme. Les oracions de penitència i els poemes religiosos s'inclouen en les oracions normals de la resta de l'any. Pel que fa al menjar, els jueus prenen pomes amb mel o sucre per a fer entendre que tindran un any dolç, així com peix i magranes. També es toca el xofar (una banya) i a la tarda es du a terme el rebuig dels pecats anant a un riu o cabal d'aigua i recitant una oració. Són dies de festa i, per tant, la població s'absenta de treballar.

## Dates

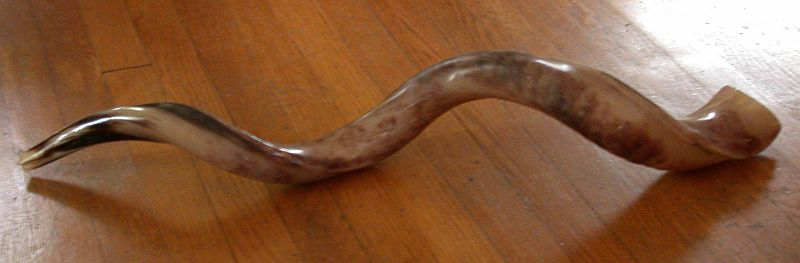
Xofar estil iemenita

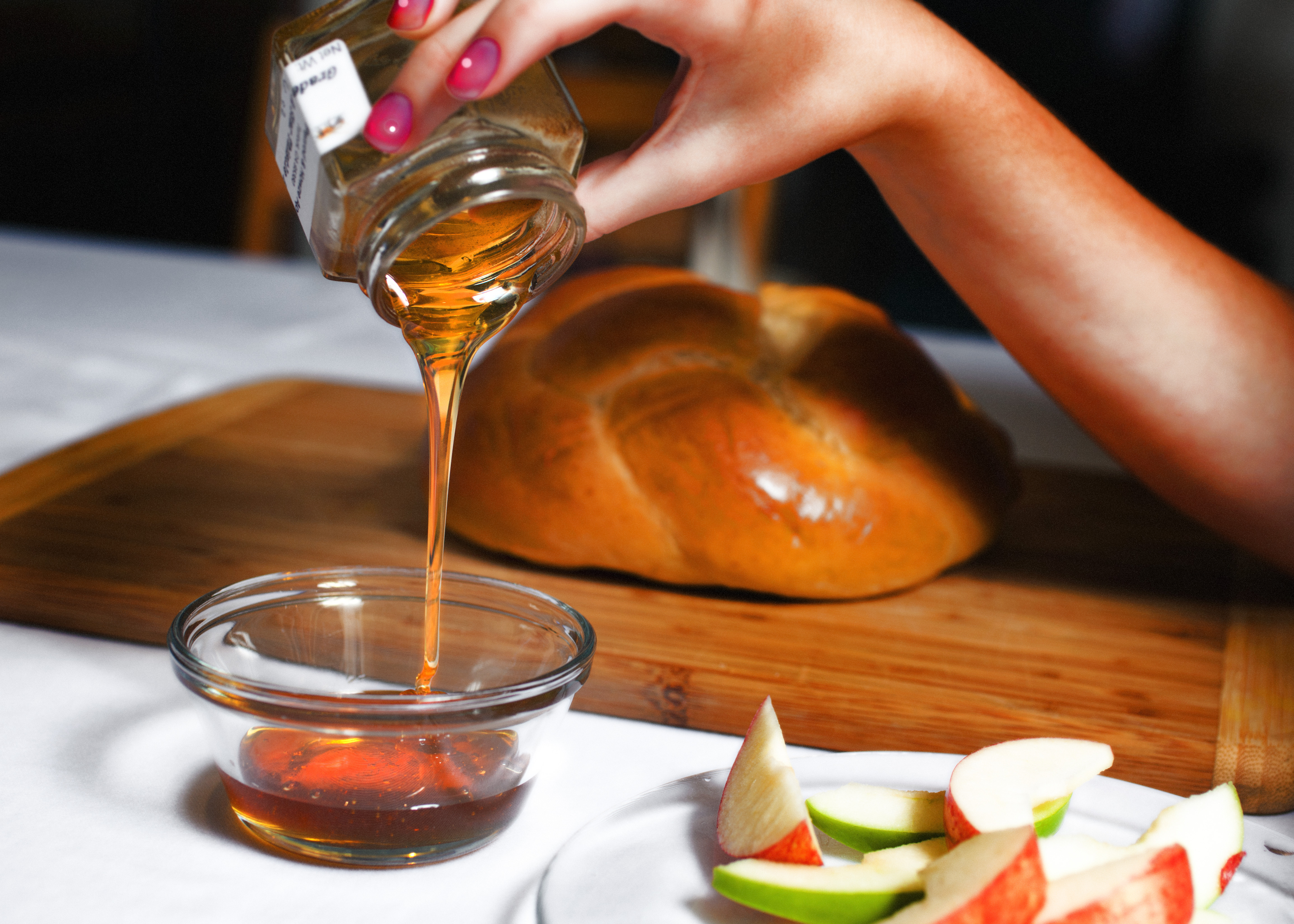
La mel i les pomes, i les pomes especialment submergides en mel, són un dels símbols de Rosh HaShana, la festa de l'Any Nou jueu.

| Any jueu | Començament (al capvespre) | Acabament (després del capvespre) |
| -------- | -------------------------- | --------------------------------- |
| 5765     | 16-09 - 2004               | 17-09 - 2004                      |
| 5766     | 04-10 - 2005               | 05-10 - 2005                      |
| 5767     | 23-09 - 2006               | 24-09 - 2006                      |
| 5768     | 13-09 - 2007               | 14-09 - 2007                      |
| 5769     | 30-09 - 2008               | 01-10 - 2008                      |
| 5770     | 18-09 - 2009               | 20-09 - 2009                      |
| 5771     | 08-09 - 2010               | 10-09 - 2010                      |
| 5772     | 28-09 - 2011               | 30-09 - 2011                      |
| 5773     | 28-09 - 2012               | 30-09 - 2012                      |
| 5774     | 28-09 - 2013               | 30-09 - 2013                      |
| 5775     | 24-09 - 2014               | 26-09 - 2014                      |
| 5776     | 13-09 - 2015               | 15-09 - 2015                      |
| 5777     | 02-10 - 2016               | 04-10 - 2016                      |
| 5778     | 20-09 - 2017               | 22-09 - 2017                      |
| 5779     | 09-09 - 2018               | 11-09 - 2018                      |
| 5780     | 28-09 - 2019               | 01-10 - 2019                      |
| 5781     | 18-09 - 2020               | 20-09 - 2020                      |
| 5782     | 06-09 - 2021               | 08-09 - 2021                      |
| 5783     | 25-09 - 2022               | 27-09 - 2022                      |